# Une maison de grenades
Une maison de grenades (en anglais A House of Pomegrenates) est un recueil de quatre contes d'Oscar Wilde publié en 1891. Cette œuvre forme une suite au recueil Le Prince heureux et autres contes (1888). La première édition française est un traduction de George Khnopff qui paraît en 1902 aux éditions de la Plume sous le titre La Maison des Grenades.
Le recueil contient :
- Le Jeune Roi (The Young King) ;
- L'Anniversaire de l'Infante (The Birthday of the Infanta) ;
- Le Pêcheur et son âme (The Fisherman and His Soul) ;
- L'Enfant de l'Étoile (The Star-Child).